# 甬台温高速鉄道
甬台温高速鉄道（ようたいおんこうそくてつどう、中文表記: 甬台温高速铁路）は中華人民共和国浙江省の寧波市の寧波西駅と温州市の温州東駅を結んでいる高速鉄道路線。路線は現在計画中であり、「第15次五カ年計画」の前期に着工される予定です。

## 歴史
2018年末、浙江省は「甬台温高速鉄道」の建設準備に向けた調整作業を行うため、調整チーム事務局を設置し、浙江省発展改革委員会の主要幹部が組長に任命されました。
2021年9月17日、楽清市は《楽清市総合交通運輸発展「十四五」計画》を発表し、その中で甬台温福高速鉄道などの高速鉄道路線に対応した楽清総合旅客ハブの構築が盛り込まれました。
2022年7月15日、台州市椒江区人民政府は《台州市椒江区総合交通運輸発展「十四五」計画》を公表し、沿海高速鉄道の線路位置について、甬台温鉄道に沿って台州市域に入り、臨海駅を経て東へ折れ、椒江に位置する台州駅に接続、その後南下して温嶺駅を経由し温州市域に入るという構想が示されました。さらに7月26日、台州市鉄道建設指導グループ事務局は、「甬台温高速鉄道計画方案研究プロジェクト」に関する競争性協議公告を発表し、同年8月16日には中国鉄路経済計画研究院と中国鉄道第四勘察設計院からなるコンソーシアムが落札しました。
2023年3月14日、三門県人民政府は《三門県国土空間総合計画（2021～2035年）（草案）》を発表し、その中の総合交通計画図には、沿海高速鉄道のルートが既存の甬台温線の東側を通り、現在の三門県駅の東側に新駅が設置されることが示されました。また7月6日には台州市鉄道建設指導グループ事務局が、「温玉鉄道を温州市まで延伸する案」に関する研究委託に関し、競争性協議方式での調達公告を発表しました。この公告の協議文書には、甬台温高速鉄道のルートが玉環を経由し、楽清湾を跨いで温州に至る案を重点的に研究することが目的であると記されています。